# سامیت گروو (ایندیانا)
سامیت گروو (به انگلیسی: Summit Grove) یک منطقهٔ مسکونی در ایالات متحده آمریکا است که در شهرستان ورمیلیون، ایندیانا واقع شده‌است. سامیت گروو ۱۵۹ متر بالاتر از سطح دریا قرار دارد.